# Monique Lejeune (actrice)
Pour les articles homonymes, voir Lejeune et Monique Lejeune.
Monique Lejeune est une actrice française née le 25 mai 1937 à Bourgueil. Elle est la cousine de Jean Carmet.
Au cinéma, elle a tourné avec Alain Cavalier, Sydney Pollack ou Bertrand Tavernier.
Elle a beaucoup joué pour la TV (années 1970 à 80) dans des téléfilms et séries à succès où elle a souvent incarné des femmes douces ou victimes du destin : Clémence de Hongrie dans Les Rois maudits, Étranger, d'où viens-tu ?, La Passagère, Joseph Balsamo, Messieurs les jurés, La Chambre des dames, L'Esprit de famille.
Elle est victime d'une grave chute en 1987, lors de vacances aux États-Unis chez des amis. Après avoir repris connaissance, elle constate qu'elle a perdu la mémoire. Débute un long et ardu combat pour retrouver son identité. En 1989, elle participe à La Comtesse de Charny sur TF1.

## Filmographie

### Cinéma
- 1962 : À vol d'oiseau de Christopher Miles (court métrage) : l'étudiante
- 1964 : L'Amour à la mer de Guy Gilles
- 1966 : La Vie normale d'André Charpak : Laurence
- 1968 : La Chamade d'Alain Cavalier
- 1969 : Paris n'existe pas de Robert Benayoun : Félicienne
- 1972 : La Vierge de Tadeusz Matuszewski
- 1972 : Je, tu, elles... de Peter Foldes : Agnès, la femme de Valéry
- 1975 : Que la fête commence... de Bertrand Tavernier : Madame de Sabran
- 1975 : Aloïse de Liliane de Kermadec : Elise, adulte
- 1975 : Parlez-moi d'amour (film, 1975) de Michel Drach : Mme Bourget
- 1976 : Oublie-moi, Mandoline de Michel Wyn : Anne
- 1977 : Bobby Deerfield de Sydney Pollack : Catherine Modave
- 1978 : Autopsie d'un complot de Mohamed Slimane Riad : rôle sans nom
- 1978 : En l'autre bord de Jérôme Kanapa : La directrice de l'école
- 1981 : La vie continue de Moshé Mizrahi : Odette

### Télévision
- 1967 : L'espace d'une nuit de Philippe Laïk :  Jeanne
- 1968 : Le fil rouge de Robert Crible :  Elisabeth Von Ritter
- 1972 : Le Rendez-vous de Landes de Pierre Gautherin :  Jeanne
- 1972 : M. de Maupassant ou le procès d'un valet de chambre de Jean-Pierre Marchand : Hermine
- 1972 : Les Rois maudits, mini-série télévisée de Claude Barma : Clémence de Hongrie
- 1973 : Joseph Balsamo, feuilleton télévisé d'André Hunebelle : Mère Thérèse de Saint-Augustin, prieure du carmel de Saint-Denis
- 1973 : Génitrix  (téléfilm)   de Paul Paviot : Mathilde
- 1974 : Etranger, d'où viens-tu ? de Bernard Toublanc-Michel (série télévisée) : Claire-Marie Ellisalde
- 1974 : La Passagère, d'Abder Isker (série télévisée) : Simone Clément
- 1975 : Les Enquêtes du commissaire Maigret (série télévisée), épisode Maigret hésite de Claude Boissol : Mademoiselle Vague
- 1976 : Cinéma 16 (série) : Un été à Vallon d'Jean-Daniel Simon : Nathalie
- 1977 : Dossier danger immédiat (Épisode "En verre et contre tous") de Claude Barma
- 1979 : Madame de Sévigné : Idylle familiale avec Bussy-Rabutin téléfilm de Gérard Pignol et Jacques Vigoureux : Madame de La Baume
- 1980 : Matthieu, Gaston, Peluche (téléfilm) : La mère
- 1981 : Les Amours des années folles (série télévisée), épisode "La femme qui travaille" : Catherine
- 1981 : Pause café de Serge Leroy : Mme Darrieu (4 épisodes)
- 1981 : Anthelme Collet ou le brigand gentilhomme (mini-série) de Jean-Paul Carrère : Mme Roméo
- 1981 : L'examen (téléfilm) de Jean-Daniel Simon : L'avocate de Maryse
- 1982 : Marion   (série télévisée) épisode : "Le plus heureux des trois"
- 1982 : L'Esprit de famille de Roland Bernard
- 1983 : Dieci registi italiani, dieci racconti italiani (série télévisée) épisode "I Velieri" : La mère de Jean
- 1983 : La Chambre des dames de Yannick Andréi : Charlotte
- 1984 : Messieurs les jurés, "Affaire Malville" d'André Michel : Stéphane Malville, l'accusée
- 1984 : Les amours des années 50, (série télévisée), épisode "Les cinq doigts de la main"
- 1986 : La Vallée des peupliers  (série télévisée) : Madeleine Dubois
- 1989 : La Comtesse de Charny de Marion Sarraut : La duchesse de Noailles
- 1990 : Hôtel de police (série télévisée), épisode Tartevin disparaît de Marion Sarraut : rôle sans nom
- 1996 : Une femme d'honneur (série télévisée), épisode Lola, Lola de Marion Sarraut : Yvette Lesage

## Théâtre
- 1963 : La Ménagerie de verre de Tennessee Williams, mise en scène Raymond Rouleau, Théâtre Mouffetard, Théâtre La Bruyère et, en 1968-1969 Théâtre de l'épée de bois, rôle de Laura.
- 1963 : Et jusqu'à Béthanie de Jean Giraudoux, mise en scène Raymond Rouleau, Théâtre Montparnasse, rôle d'Anne-Marie
- 1965 : Le Fil rouge d'Henry Denker, mise en scène Raymond Rouleau, Théâtre des Célestins, rôle d'Elizabeth von Ritter
- 1966 : Don Carlos de Friedrich von Schiller, mise en scène Stephan Meldegg, Arras
- 1967 : Le Roi Lear de William Shakespeare, mise en scène Georges Wilson, TNP Théâtre de Chaillot
- 1967 : Chaud et froid de Fernand Crommelynck, mise en scène Pierre Franck, Théâtre de l'Œuvre
- 1972 : L'Ingénu d'Auteuil de Jean Le Marois, mise en scène Georges Vitaly, Théâtre La Bruyère
- 1976 : Les Mains sales de Jean-Paul Sartre, mise en scène Patrick Dréhan, Théâtre des Mathurins

## Distinctions
- Prix du Syndicat de la critique 1963 : meilleure comédienne pour La Ménagerie de verre